# جیل کلی (بازیگر پورنوگرافی)
جیل کلی (انگلیسی: Jill Kelly؛ زاده ۱ فوریهٔ ۱۹۷۱) بازیگر زن پورنوگرافی، کارگردان و تهیه کنندهٔ آمریکایی است.

## حرفه
کلی اهل جنوب کالیفرنیا است. او در لوس آنجلس و در حومه شهر رامونا به دنیا آمد. کلی از ۱۶ سالگی که وارد صنعت پورنوگرافی شد تاکنون در بیش از ۶۰۰ فیلم حضور داشته‌است.
با اینکه بهترین کارهای وی در فیلم‌های بزرگسالان به ثبت رسیده‌است. با این حال او در فیلم‌های هالیوودی نیز بازی می‌کند. از جمله بازی به همراه اسپیکر لی در فیلم «ارگاسم ما استون».

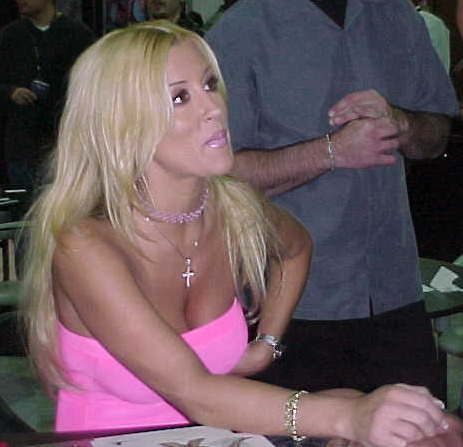

کلی در پانزده سالگی برای اولین بار به عنوان یک استریپر در سالن تئاتر Babydolls در زادگاهش رقص را شروع کرد. این باعث شد که او رابطه اش را با دوست پسرش به هم بزند و باشگاه استریپ را هم بعد از آن به دلیل نداشتن سن قانونی ترک کرد. اما دوباره و زمانی که به سن ۱۸ سالگی رسید به باشگاه استریپ برگشت. او در این باره می‌گوید «آنها حتی من را نمی‌شناختند.»
او بعد از رابطهٔ سنی با توفانی میلیون، با او نمایشی را در سالن تئاتر O'Farrell در سان فرانسیسکو اجرا می‌کند؛ و با هم به لاس وگاس می‌روند تا جایزهٔ AVN سال ۱۹۹۳ را ببینند.
اولین بازی کلی در فیلم ماجراجویانه و اکشن بود با نام تیغهٔ غلتکی ۷ که کارگردانی آن را دونالد جکسون بر عهده داشت و توسط اسکات شاو تهیه شده بود.
به نظر می‌رسد که او در ادامهٔ کارش در چند نقش غیر وابسته به عشق شهوانی در فیلم‌هایی با شاو و جکسون بازی کرد.
کلی اولین کمپانی خود را با نام، جیل کلی پورداکشن(jkp)، در اکتبر ۱۹۹۸ تأسیس کرد. در آوریل ۲۰۰۵ به دلیل تشکیل پرونده علیه شرکت و همین‌طور ورشکستگی، کلی کمپانی اش را به همراه ۶۰ کار در حال ساخت و تمام خدمات شرکت jkp، به قیمت یک میلیون و هفتصد و شست و پنج هزار دلار به مجلهٔ پنت هاوس فروخت.

## زندگی خصوصی
او بازیگر همکارش، کال جیمز را در گردهم آیی CES ملاقات کرد و یک ماه بعد هم با هم ازدواج کردند.
کلی بعدها از کال به دلیل رابطهٔ جنسی با بازیگران با دوربین خاموش، طلاق گرفت. جدایی برای جیمز بسیار سخت بود و او نیز بعد از طلاق اقدام به خودکشی با تفنگ مقابل خانهٔ کلی کرد.

## جایزه‌ها

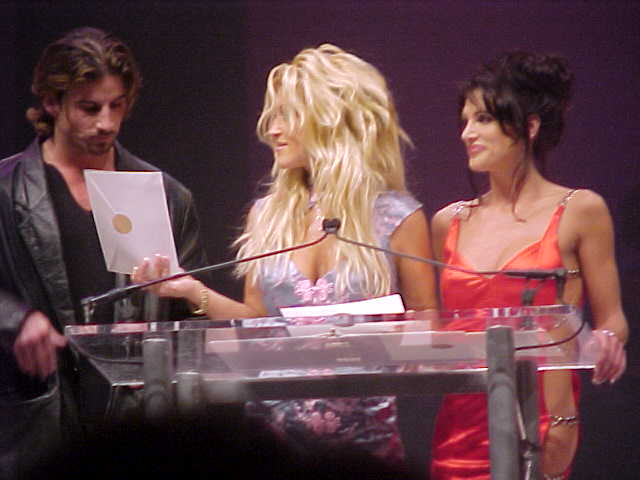

- ۱۹۹۶ جایزه ای‌وی‌ان – بهترین صحنه همه دختر – Takin' It To The Limit 6 (با شرکت فلسیا، میسیتی راین، کارینا کالینز & Traci Allen)[۱]
- ۱۹۹۶ جایزه ایکس‌آرسی‌او – بهترین صحنه دختر با دختر – Takin' It To The Limit 6 (با مشارکت Traci Allen, کارینا کالینز، فلسیا & میسیتی راین)[۲]
- ۱۹۹۷ AVN Award – بهترین صحنه همه دختر – Dreams Of Desire (با مشارکت ملیسا هیل)[۳]
- ۱۹۹۸ XRCO Award – اجرا کننده مؤنث سال[۲]
- ۱۹۹۹ AVN Award – بهترین صحنه جفت – Dream Catcher (با Eric Price)[۴]
- ۱۹۹۹ هات دور – بهترین زن بازیگر آمریکایی[۵]
- ۱۹۹۹ NightMoves Award – بهترین بازیگر به انتخاب تدوینگر[۶]
- ۲۰۰۳ اعضای ای‌وی‌ان[۷]
- ۲۰۰۷ NightMoves Hall of Fame اعضای[۸]